# 栗林公園駅
栗林公園駅（りつりんこうえんえき）は、香川県高松市栗林町三丁目にある高松琴平電気鉄道琴平線の駅である。駅番号はK03。
1945年に市内線が休止してから1986年に国鉄（当時）栗林公園北口駅が開業するまでの間は栗林公園に最も近い駅だった。
IruCa取り扱い窓口・IruCa定期券窓口がある。

## 駅構造
相対式2面2線のホームを有する地上駅である。駅本屋は1番線高松築港方に設置され、琴平方面の2番線ホームとは構内踏切で接続している。途中下車指定駅。
琴平線は当駅を境に以北が高松築港まで複線、以南は三条－太田間を除き琴電琴平まで単線となる。
のりば
| 乗り場 | 路線    | 方向 | 行先                       |
| ------ | ------- | ---- | -------------------------- |
| 1      | ●琴平線 | 上り | 瓦町・高松築港方面         |
| 2      | ●琴平線 | 下り | 仏生山・滝宮・琴電琴平方面 |

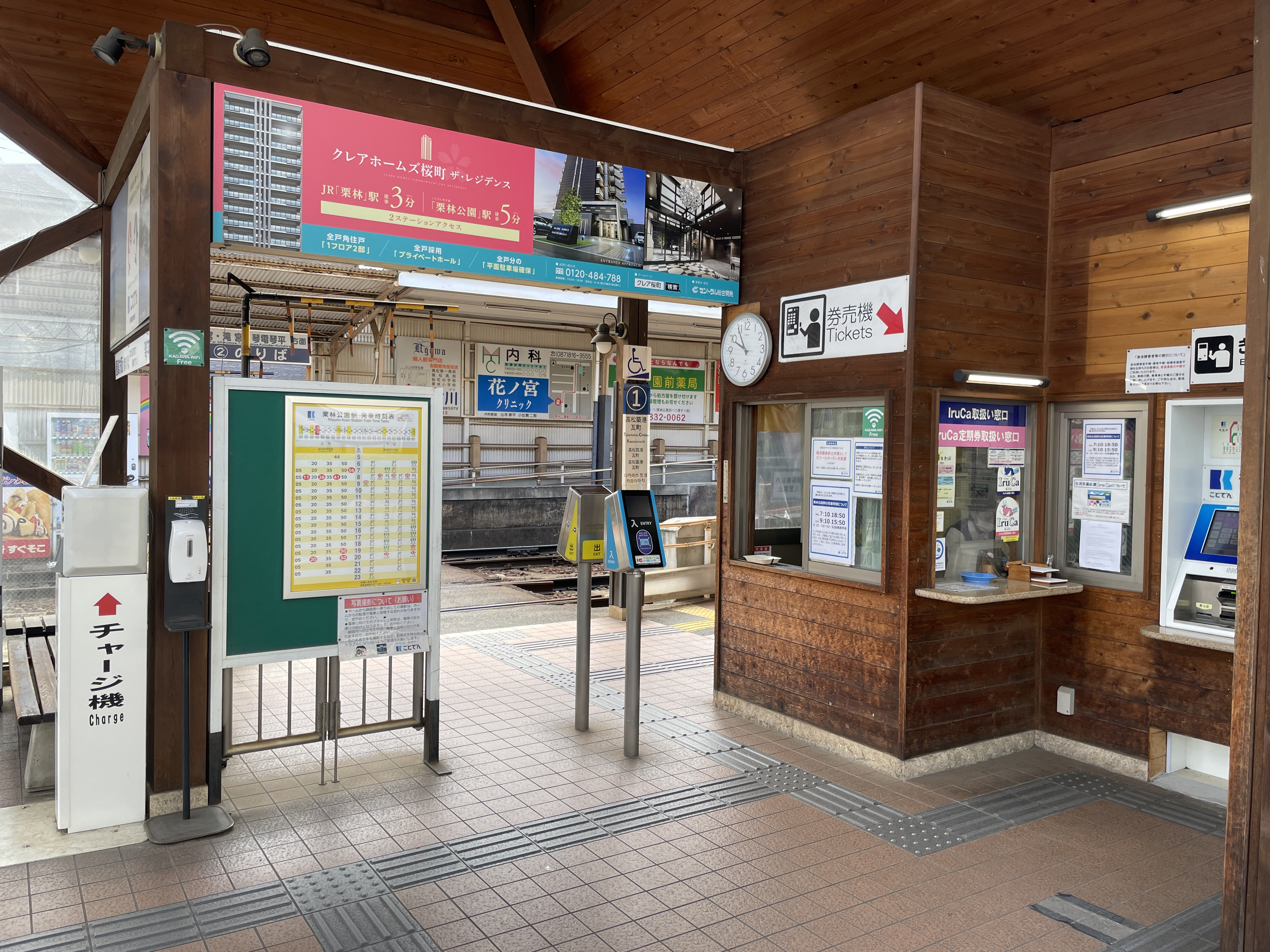
改札口（2023年5月）
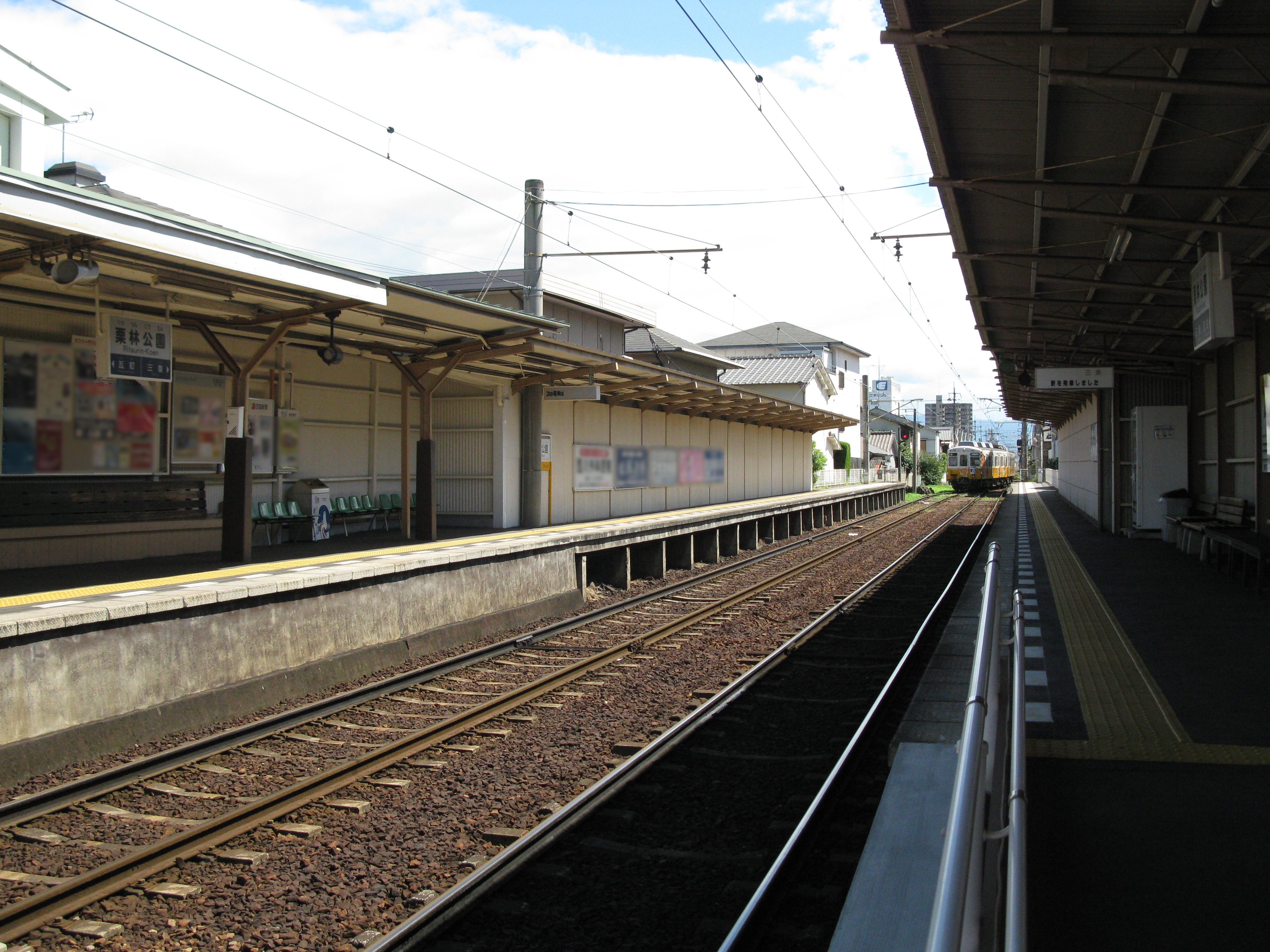
ホーム（2010年8月）

## 利用状況
| 1日乗降人員推移 | 1日乗降人員推移 |
| 年度            | 1日平均人数     |
| --------------- | --------------- |
| 2011年          | 2,753           |
| 2012年          | 2,791           |
| 2013年          | 2,803           |
| 2014年          | 2,740           |
| 2015年          | 2,885           |
| 2016年          | 3,105           |
| 2017年          | 3,225           |
| 2018年          | 3,321           |
| 2019年          | 3,456           |
| 2020年          | 2,614           |

## 駅周辺
駅周辺は住宅地である。JR高徳線栗林駅とは約500m離れている。
- 栗林公園　徒歩10分
- 香川県道160号高松港栗林公園線
- 香川県道163号栗林停車場今里線
- 香川県道272号高松志度線
- 香川県道280号高松香川線
- 高松市保健所
- 高松市立花ノ宮保育所
- 高松市立栗林小学校
- 高松市立桜町中学校
- 高松第一高等学校
- 高松琴平電気鉄道株式会社本社
- 地域医療機能推進機構りつりん病院
- ハローワーク高松
- 四電工本社
- 四電エンジニアリング本社
- 独立行政法人高齢・障害・求職者雇用支援機構香川支部香川職業能力開発促進センター（愛称：ポリテクセンター香川）
- 香川県農業協同組合桜町支店
- 高松信用金庫栗林支店
- 百十四銀行栗林支店
- フジ 楠上店

### バス停
駅前にバス停は無いが、西側に約500m離れた中央通りにことでんバスの路線バスおよび四国他県の県庁所在地や広島市、京阪神方面行きの高速バスが停車する。また、東側100m離れた高松第一高校前バス停でことでんバスの「ショッピング・レインボー循環バス」が利用できる。

## 歴史
開業当時の駅舎は、当時の大西虎之助社長自ら南海鉄道羽衣駅を参考にして設計した。この駅舎は1967年に、系列のコトデンスーパーを建設するために取り壊され、改築される。その後コトデンスーパーは経営していた琴電商事の自己破産後に閉店・撤去され、駅舎は2004年に再度改築された。コトデンスーパーの跡地は駐輪場と高松市のレンタサイクルポートとなっている。
- 1926年12月21日 琴平電鉄の駅として開業。
- 1943年11月1日 会社合併により高松琴平電気鉄道琴平線の駅となる。
- 1967年 コトデンスーパー建設のため開業当時の駅舎を改築。
- 2004年7月2日 現駅舎完成[2]。
- 2009年1月 ホームスロープのバリアフリー対応改造工事が実施される。同時に電照式の駅名標が新しいデザインに交換された。

## 隣の駅
高松琴平電気鉄道
■琴平線
瓦町駅（K02） - 栗林公園駅（K03） - 三条駅（K04）